# OSBOS
OSBOS (del inglés Open Standards BeOS-compatible Operating Systems) es el conjunto de sistemas operativos que pretenden recrear las características del sistema operativo BeOS, comprometiéndose para ello a cumplir unos estándares abiertos, establecidos por BeUnited, de compatibilidad e interoperabilidad. BeUnited se disolvió en enero de 2007.